# Анапка
Анапка — річка в Росії, в Краснодарському краї. Довжина близько 15 км. Утворюється від злиття двох річок Котлома (Китлемидж, Китлямигь, Котломиш) і Маскаго (Мескіага, Мескаго). У межах міста Анапа річка є природним кордоном між територією саніторно-курортних комплексів і приватним сектором міста. Гирло річки пролягає через головний міський пляж Анапи.
Гідрологічний режим річки відповідає середземноморському кліматичному поясу — найбільший рівень води буває під час зимових паводків, коли випадає найбільша кількість опадів за рік.
Іхтіофауна річки Анапки досить різноманітна, цьому сприяють розвинена берегова рослинність, невеличка швидкість течії річки й порівняно невеличка глибина, що дає можливість швидко прогріватися товщі води.

## Особливості
До особливостей даної місцевості належить і невисока соленість Анапської бухти через опріснення річкою, крім декількох тижнів влітку, коли річище річки значно пересихає.
Анапка відрізняється змінною течією. Взимку тече до моря, а влітку знову на плавні, приносячи солону воду.